# 갈매기살
갈매기살은 돼지의 부위 중 갈비뼈를 발골할 때 분리되는 얇고 긴 형태의 횡격막을 이루는 부위를 말한다. 기름이 없고 부드러우면서 쫄깃한 맛을 내기 때문에 고급육에 속한다.
횡격막은 우리말로 가로막이라고 하는데 이 단어에 살이라는 단어를 합치면 가로막살이 되고 변천하여 갈매기살이라 명명되었다. 갈매기살에는 지방이 적고 불포화 지방산이 높아 먹어도 살이 잘 찌지 않으며 동맥경화를 예방하고, 피로회복에 좋은 비타민 B1, BF 함유, 단백질 중에서도 필수 아미노산이 풍부하며 철분, 빈혈예방 특히 간장보호 효능이 탁월히 좋다.
대구 시내 경북대병원 앞 ‘마당집’이 갈매기살 구이 맛집으로 유명하다.

## 조리방법
얇게 썰어 깨끗한 물에 씻은 후 물기를 제거한 뒤 구이나 전골에 이용한다. 또한 같이 먹기 좋은 음식은 많은 양질의 식이섬유가 포함된 버섯이다. 갈매기살의 콜레스테롤의 흡수를 낮춰주기 때문이다

## 같이 보기
- 안창살